# Hédé-Bazouges
Hédé-Bazouges (bretonsko Hazhoù-Bazeleg), do 2009 Hédé in Bazouges-sous-Hédé, je naselje in občina v severozahodnem francoskem departmaju Ille-et-Vilaine regije Bretanje. Leta 2009 je naselje imelo 1.864 prebivalcev.

## Geografija
Naselje leži v pokrajini Bretaniji ob vodnem kanalu Ille-et-Rance, 24 km severno od Rennesa.

## Uprava
Hédé-Bazouges je sedež kantona Hédé, v katerega so poleg njegove vključene še občine Dingé, Guipel, Langouët, Lanrigan, La Mézière, Québriac, Saint-Gondran, Saint-Symphorien in Vignoc s 13.319 prebivalci.
Kanton Hédé je sestavni del okrožja Rennes.

## Zanimivosti
- ruševine gradu iz 11. do 14. stoletja,
- cerkev Marijinega Vnebovzetja, Hédé,
- cerkev sv. Martina, Bazouges-sous-Hédé,
- menhirji Bringuerault,
- kanal Ille-et-Rance.

## Pobratena mesta
- Badbergen (Spodnja Saška, Nemčija),
- Wortham (Anglija, Združeno kraljestvo).